# کامرن ایم لایسینگتال
کامرن ایم لایسینگتال (به آلمانی: Kammern im Liesingtal) یک منطقهٔ مسکونی در اتریش است که در لوبن واقع شده‌است. کامرن ایم لایسینگتال ۵۸٫۶۶ کیلومتر مربع مساحت دارد ۶۶۴ متر بالاتر از سطح دریا واقع شده‌است.

## خواهرخوانده
شهر Dasing خواهرخواندهٔ کامرن ایم لایسینگتال هست.